# Patrick Teixeira
Patrick Alen Teixeira (Sombrio, 5 de dezembro de 1990) é um boxeador profissional brasileiro e ex-campeão dos médios-ligeiros da WBO.

## Carreira profissional
Perfurador feroz com 13 vitórias em dois rounds ou menos, o catarinense Teixeira se profissionalizou dia 11 de agosto de 2009, nocauteando Fabio Pardinho em dois rounds. A partir daí, foi principalmente nocaute após nocaute para Teixeira, que rasgou a cena brasileira e até fez visitas à Flórida e à Califórnia para mostrar suas habilidades em solo norte-americano.
Em 6 de março de 2012, Teixeira conquistou seu primeiro título profissional, derrotando Samir Santos Barboza no primeiro round para levar o cinturão de médios do WBA Fedecentro. Em seguida, foram quatro lutas e quatro vitórias no México, com destaque para um nocaute técnico no oitavo assalto de Omar Vasquez, que lhe rendeu a coroa dos médios-médios do WBC Youth Intercontinental.
Teixeira passou a vencer mais cinco lutas, ganhando o título WBO Latino provisório e nocauteando o veterano Ulises David Lopez com 28-4 ao longo do caminho.
Em 2015, Teixeira juntou mais dois nocautes em sua contagem, derrotando Patrick Allotey por nocaute no segundo round em 18 de abril e Don Mouton por nocaute técnico no sétimo round em outubro.
Em 30 de novembro de 2019, Teixeira lutou sua maior luta até agora, lutando contra Carlos Adames pelo título provisório dos médios leves da WBO. Teixeira foi classificado como # 2 pela WBO, e # 12 pelo WBC e WBA no super meio-médio na época, enquanto seu oponente foi classificado # 1 pela WBO, # 3 pelo IBF, #4 pela WBA e # 5 por o WBC na mesma divisão. Teixeira, apesar de ser o azarão, conseguiu garantir uma vitória por decisão unânime, marcando 114-113 em dois dos marcadores e 116-111 na terceira.  Teixeira conseguiu derrubar Adames na sétima rodada, o que se mostrou o fator decisivo no placar. 
Com a conquista, o atleta se tornou o quinto pugilista brasileiro na história a se tornar campeão mundial em uma das cinco principais entidades que regem o boxe. Antes dele, em ordem, Éder Jofre, Miguel de Oliveira, Acelino ‘Popó’ e Valdemir ‘Sertão’ marcaram seus nomes no esporte nacional, citando apenas o boxe masculino.

Na sequência Patrick foi oficializado como campeão linear da WBO, uma vez que o mexicano Jaime Munguía, atual campeão dos super-meio-médios, abdicou do cinturão para ir para a divisão dos médios (72,60 kg).
- Este artigo foi inicialmente traduzido, total ou parcialmente, do artigo da Wikipédia em inglês cujo título é «Patrick Teixeira».

## Registro profissional de boxe
| 32 Lutas    | 31 Vitórias | 1 Derrota |
| ----------- | ----------- | --------- |
| Por Nocaute | 22          | 1         |
| Por Decisão | 9           | 0         |

| Número | Resultado | Registro | Oponente                  | Tipo            | Assalto | Dia        |
| ------ | --------- | -------- | ------------------------- | --------------- | ------- | ---------- |
| 33     | Derrota   | 31-2     | Brian Castaño             | UD              | 12      | 13/02/2021 |
| 32     | Vitória   | 31-1     | Carlos Adames             | UD              | 12      | 30/11/2019 |
| 31     | Vitória   | 30-1     | Mario Alberto Lozano      | MD              | 10      | 13/04/2019 |
| 30     | Vitória   | 29-1     | Nathaniel Gallimore       | UD              | 8       | 01/09/2018 |
| 29     | Vitória   | 28-1     | Davi Eliasquevici         | UD              | 10      | 07/04/2018 |
| 28     | Vitória   | 27-1     | Andrew Hernandez          | UD              | 8       | 29/07/2017 |
| 27     | Derrota   | 26-1     | Curtis Stevens            | Nocaute Técnico | 2       | 07/05/2016 |
| 26     | Vitória   | 26-0     | Don Mouton                | Nocaute Técnico | 7       | 02/10/2015 |
| 25     | Vitória   | 25-0     | Patrick Allotey           | Nocaute         | 2       | 18/04/2015 |
| 24     | Vitória   | 24-0     | Ulises David Lopez        | Nocaute         | 3       | 15/11/2014 |
| 23     | Vitória   | 23-0     | Mateo Damian Veron        | UD              | 10      | 30/08/2014 |
| 22     | Vitória   | 22-0     | Ignacio Lucero Fraga      | Nocaute         | 1       | 15/03/2014 |
| 21     | Vitória   | 21-0     | Alejandro Gustavo Falliga | Nocaute Técnico | 5       | 13/11/2013 |
| 20     | Vitória   | 20-0     | Marcus Willis             | UD              | 10      | 28/06/2013 |
| 19     | Vitória   | 19-0     | Luis Acevedo              | Nocaute         | 1       | 12/01/2013 |
| 18     | Vitória   | 18-0     | Omar Vasquez              | Nocaute Técnico | 8       | 08/09/2012 |
| 17     | Vitória   | 17-0     | Alfredo Chavez            | Nocaute Técnico | 1       | 14/07/2012 |
| 16     | Vitória   | 16-0     | Javier Hernandez          | Nocaute         | 1       | 04/05/2012 |
| 15     | Vitória   | 15-0     | Samir dos Santos Barbosa  | Nocaute Técnico | 1       | 06/03/2012 |
| 14     | Vitória   | 14-0     | Filipe dos Anjos Matos    | Nocaute Técnico | 1       | 12/11/2011 |
| 13     | Vitória   | 13-0     | Pablo Aguero              | Nocaute         | 2       | 23/08/2011 |
| 12     | Vitória   | 12-0     | David Lopez               | SD              | 6       | 05/02/2011 |
| 11     | Vitória   | 11-0     | Dario Armando matorras    | Nocaute Técnico | 1       | 07/12/2010 |
| 10     | Vitória   | 10-0     | Hector Martin Trinidad    | Nocaute         | 2       | 14/09/2010 |
| 9      | Vitória   | 9-0      | Eraldo Cesar pereira      | Nocaute         | 3       | 29/06/2010 |
| 8      | Vitória   | 8-0      | Jaílton de Jesus Souza    | Nocaute         | 1       | 01/06/2010 |
| 7      | Vitória   | 7-0      | Esmeraldo José da Silva   | Nocaute Técnico | 3       | 13/04/2010 |
| 6      | Vitória   | 6-0      | Joseph De Los Santos      | SD              | 6       | 19/02/2010 |
| 5      | Vitória   | 5-0      | Adan Martinez             | RTD             | 3       | 08/12/2009 |
| 4      | Vitória   | 4-0      | Valdevan Pereira          | Nocaute Técnico | 5       | 24/10/2009 |
| 3      | Vitória   | 3-0      | Roberto Carlos            | Nocaute Técnico | 2       | 19/09/2009 |
| 2      | Vitória   | 2-0      | Flávio pardinho           | Nocaute Técnico | 2       | 08/09/2009 |
| 1      | Vitória   | 1-0      | Fábio Pardinho            | Nocaute         | 2       | 11/08/2009 |